# Charles W. Morse
Pour les articles homonymes, voir Morse.
Charles Wyman Morse (21 octobre 1856 - 12 janvier 1933) est un homme d'affaires américain qui doit sa réputation à ses activités de spéculateur à Wall Street au début du XXe siècle.
En 1897, il prend le contrôle de la Consolidated Ice Company et devient en quelques années le roi du marché de la glace américain, générant un chiffre d'affaires de plus de 60 millions de dollars.